# 알릴아민
알릴아민(영어: allylamine)은 아민의 유기 화합물로 화학식은 C3H5NH2이다. 이 무색의 액체는 안정된 불포화 아민이다.

## 생산
알릴아민은 암모니아와 염화 알릴을 증류 처리하여 생산한다. 순수한 샘플은 알릴 아이소사이오사이아네이트의 가수분해를 통해 얻을 수 있다.

## 반응
단일 중합체(폴리알릴아민)나 혼합 중합체를 얻기 위해서는 중합 반응을 사용한다.

## 성질
알릴아민은 다른 알릴 화합물과 마찬가지로 최루성과 피부 자극성이 있다. 색깔은 무색 투명하며, 암모니아를 증류 처리하여 생산하기 때문에 강한 암모니아 냄새가 난다. 인화성 액체로 인화점은 -28°C이다.

### 독성
알릴아민은 심혈관계에 악영향을 줄 수 있는 독성이 있다. 쥐를 대상으로한 반수 치사량(LD50)은 106 mg/kg이다.

## 같이 보기
- 알릴 화합물